# Des armes
Pistes de Des visages des figures
Le vent nous portera L'Appartement
Des armes est un poème de Léo Ferré écrit en 1968, que le groupe Noir Désir met en musique et publie dans son album Des visages des figures en 2001.

## Historique
Des armes est un poème de Léo Ferré tiré d'une œuvre plus vaste, écrite dans l'immédiat après-Mai 68 et intitulée Lamentations devant la porte de Sorbonne. Publié en 1969 dans le numéro 5 de la revue anarchiste La Rue, Des armes ne fut jamais mis en musique par Ferré, bien qu'il l'ait envisagé. Il peut être lu aujourd'hui dans le recueil posthume Les Chants de la fureur.
Bertrand Cantat souhaitant reprendre un texte inédit de Ferré, qu'il revendique comme étant une de ses influences littéraires, les héritiers de Ferré lui ont confié ce poème. La chanson a été créée en dehors des sessions d'enregistrement de Des visages des figures, à l'occasion d'un album collectif autour de la poésie intitulé Quai 213, pour la revue littéraire 21-3.
On retrouve cette chanson sur l'album-hommage collectif Avec Léo (2003).